# Ira
A Ira (do latim Ira) ou raiva (do latim rabia, em vez de rabie) é uma das emoções mais intensas e frequentes sentidas cotidianamente. Para muitos psicólogos e neurocientistas atuais, a raiva é considerada uma emoção básica que pode ser definida em termos gerais como uma pretensão de causar dano e hostilizar alguém. Sua expressão é associada a diversas psicopatologias, tais como Transtorno de Personalidade Borderline, Transtorno de personalidade antissocial e Transtorno Explosivo Intermitente. Em indivíduos saudáveis, a raiva é desencadeada quando uma meta significativa é frustrada por ações impróprias de agentes externos.

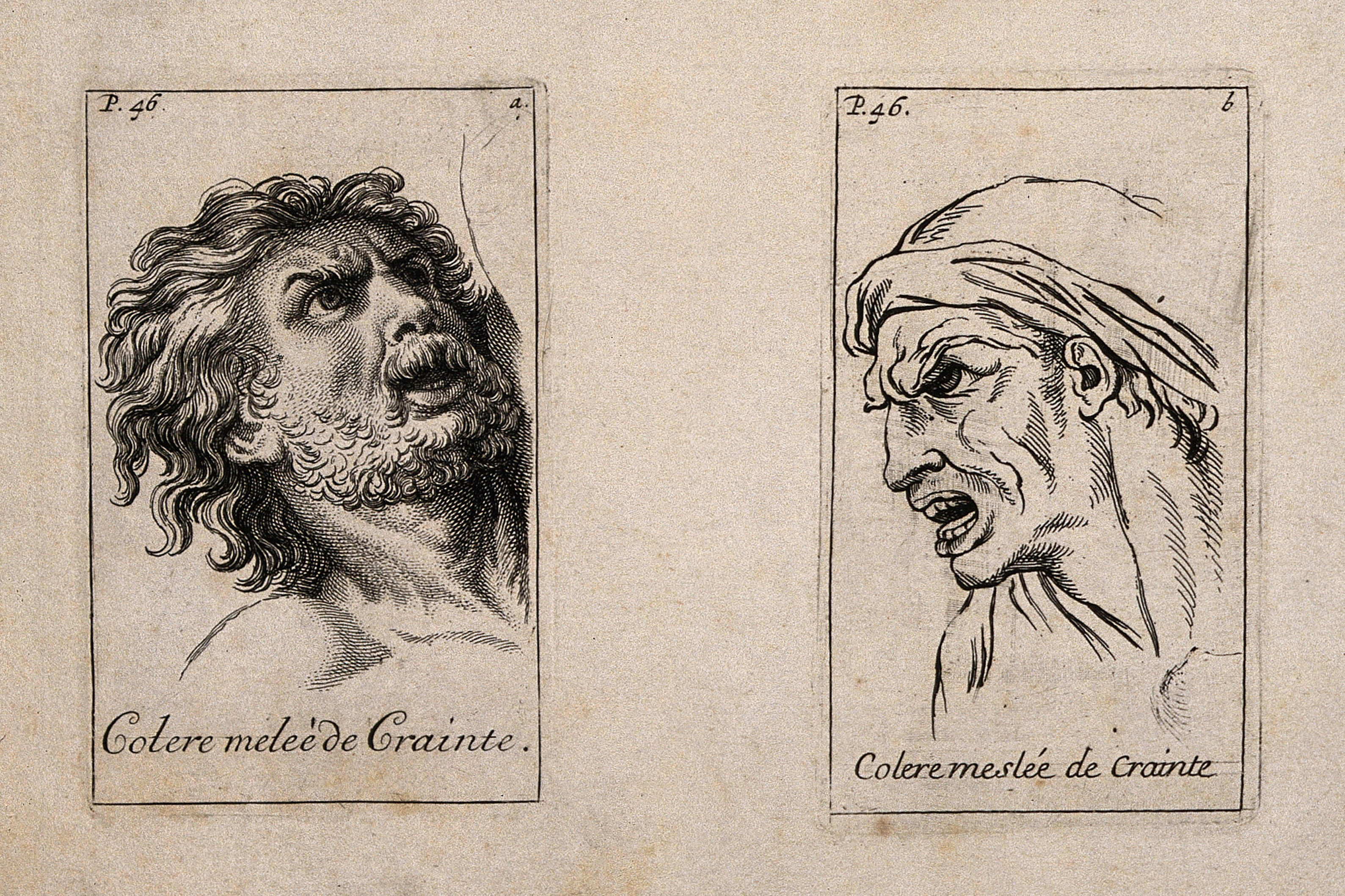
Raiva "misturada" com medo em gravura do século XVIII

 Pode se expressar em um comportamento passageiro ou prolongado, podendo se manifestar comportamentalmente através da agressão. Outros nomes utilizados como sinônimo desse comportamento e sentimento são: fúria, cólera, ódio, rancor etc., que se aplicam às distintas formas de expressão ou modulações desse sentimento. Enquanto manifestação do instinto de agressão, é extensível aos demais vertebrados.

## Explicação de Darwin
Charles Darwin (1809-1882), em seu livro publicado originalmente em 1872, A expressão das emoções no homem e nos animais, associa a ira à expectativa de sofrer alguma agressão intencional ou ofensa de outra pessoa, ressaltando que esse sentimento pode se transformar em ódio ou outras formas a depender da natureza da relação entre os envolvidos.

## Demonologia

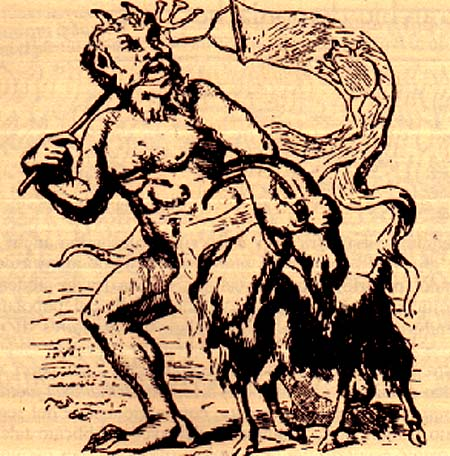
Na figura, o demônio Azazel

Na demonologia, a ira é representada pelo demônio Azazel. Binsfield afirmava que o demônio era líder de um grupo de anjos caídos que faziam sexo com mulheres mortais. Azazel representa a ira pois ele teria ensinado os homens a fabricar armas de guerra.